# Kinorhynchus phyllotropis
Kinorhynchus phyllotropis är en djurart som tillhör fylumet pansarmaskar, och som beskrevs av Brown och Higgins 1983. Kinorhynchus phyllotropis ingår i släktet Kinorhynchus och familjen Pycnophyidae. Inga underarter finns listade i Catalogue of Life.